# Luis A. Valenzuela
Luis A. Valenzuela Hermosilla (ca. 1895 - ca. 1960), foi um dirigente esportivo chileno. Presidiu a Confederação Sul-Americana de Futebol, entre 1939 e 1955, e a Federação Chilena de Futebol, entre 1937 e 1951.

## Biografia
Pioneiro gestor e fomentador da atividade esportiva gerada em Copiapó, em 12 de julho de 1917, Dom Luís, professor por vocação, atleta de coração e espírito a serviço da comunidade, viu cristalizado seu esforço e sua semeadura de ensinamentos, quando um grupo de seus discípulos, entusiasmados com a prática desse novo esporte até então desconhecido para eles, escreveu o primeiro ato que decretou o nascimento da Liga Copiapó de Futebol. Foi o primeiro presidente da Liga.
Dirigiu pessoalmente o Clube da “Escola Normal” de Copiapó, a quem praticava um futebol “científico”, como se chamava a abordagem tática naqueles anos, que era acompanhada de uma preparação física adequada. Apesar disso, a competição local foi bastante equilibrada durante aqueles anos. Como jogador destacado teve Luis Álamos.
Por iniciativa própria, em 17 de junho de 1918, organizou o Corpo de Árbitros de Futebol de Copiapó.
Foi presidente da Associação de Futebol de Copiapó entre 1920 e 1921.
Estabeleceu-se nesta área para exercer o seu trabalho de professor normalista de educação física, o que lhe permitiu desenvolver a atividade futebolística na região, fazendo-a crescer com rigor e profissionalismo, pois segundo o que disse não se tratava de um jogo mas sim de uma disciplina.
Ao retornar a Santiago, ocorreu sua promoção à liderança, o que o levou a ocupar a presidência da Federação Chilena de Futebol entre 1937 e 1951,
tornando-se o dirigente que mais tempo permanece nessa função. E mais tarde foi eleito para a presidência da Confederação Sul-americana de Futebol de 1939 a 1955, sendo o terceiro presidente na história daquela entidade, e o primeiro chileno.

## Homenagem
O atual estádio municipal de Copiapó e onde o Club de Deportes Copiapó manda seus jogos leva seu nome (Estadio Luis Valenzuela Hermosilla).

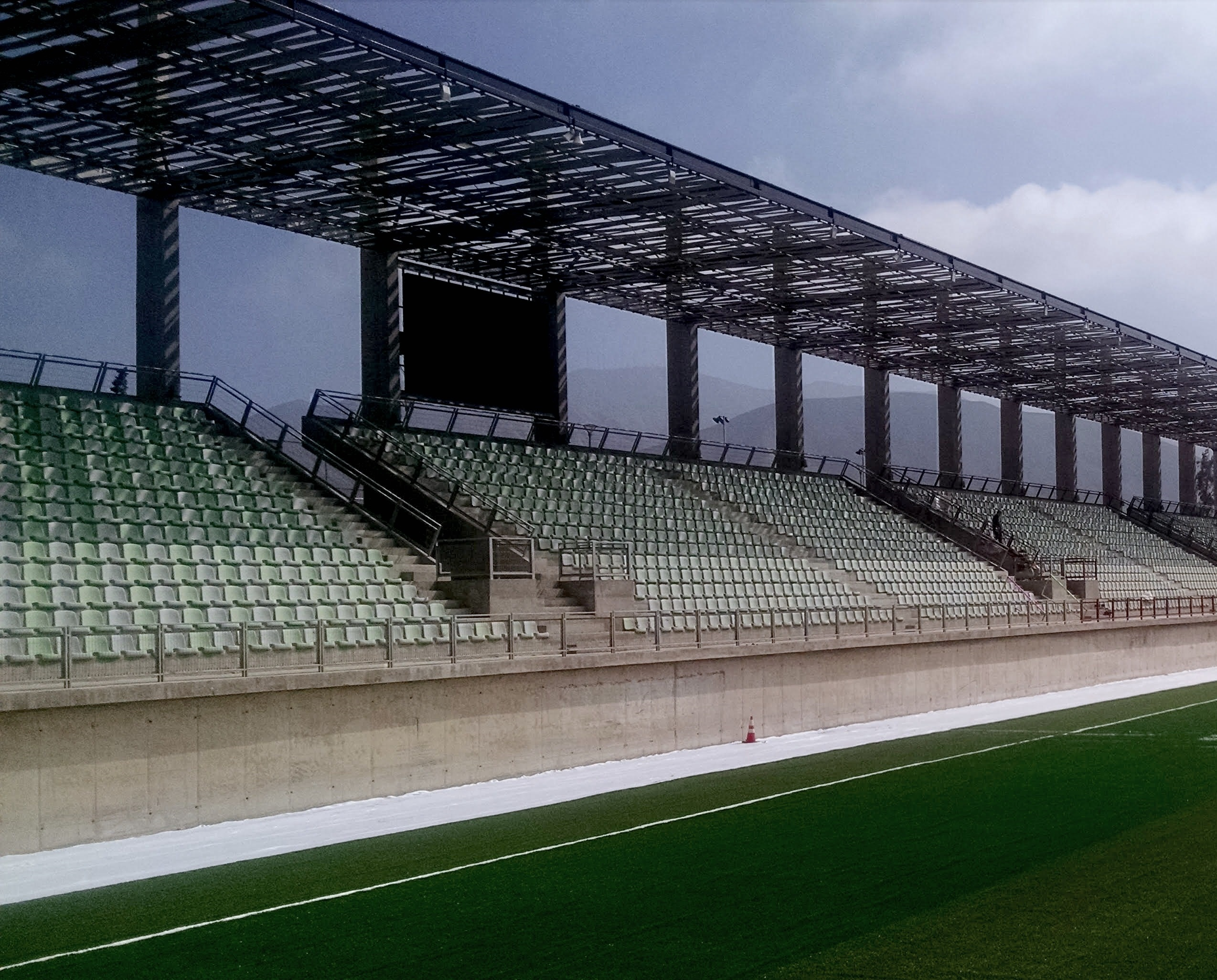
Estadio Luis Valenzuela Hermosilla